# André Cymone
André Cymone (Andre Simon Anderson; 1958) es un músico estadounidense, reconocido por haber sido bajista de Prince. Inició una carrera como solista en 1981. Su canción "The Dance Electric" (escrita por el mencionado Prince), alcanzó la posición No. 10 en las listas de éxitos de R&B. Cymone fue compositor y productor para varios artistas, entre los que se incluyen Jody Watley, Adam Ant y Tom Jones.

## Discografía

### Álbumes
- Livin' in the New Wave (1982)
- Survivin' in the 80s (1983)
- AC (1985)
- The Stone (2014)

### Sencillos
- "Livin' in the New Wave" (1982)
- "Kelly's Eyes" (1982)
- "Survivin' in the 80s" (1983)
- "Make Me Wanna Dance" (1983)
- "The Dance Electric" (1985)
- "Satisfaction" (1985)
- "Lipstick Lover" (1985)